# Рисовое сельское поселение
Рисовое сельское поселение —  муниципальное образование в составе Славянского района Краснодарского края России. 
В рамках административно-территориального устройства Краснодарского края ему соответствует Рисовый сельский округ.
Административный центр и единственный населённый пункт — посёлок Рисовый.

## Население
| 2010  | 2012  | 2013  | 2014  | 2015  | 2016  | 2017  |
| ----- | ----- | ----- | ----- | ----- | ----- | ----- |
| 1728  | ↗1734 | ↗1740 | ↗1743 | ↗1760 | ↗1773 | ↘1745 |
| 2018  | 2019  | 2020  | 2021  | 2023  |       |       |
| ↗1777 | ↘1764 | ↗1773 | ↘1764 | ↘1739 |       |       |